# Maria vom Loskauf der Gefangenen

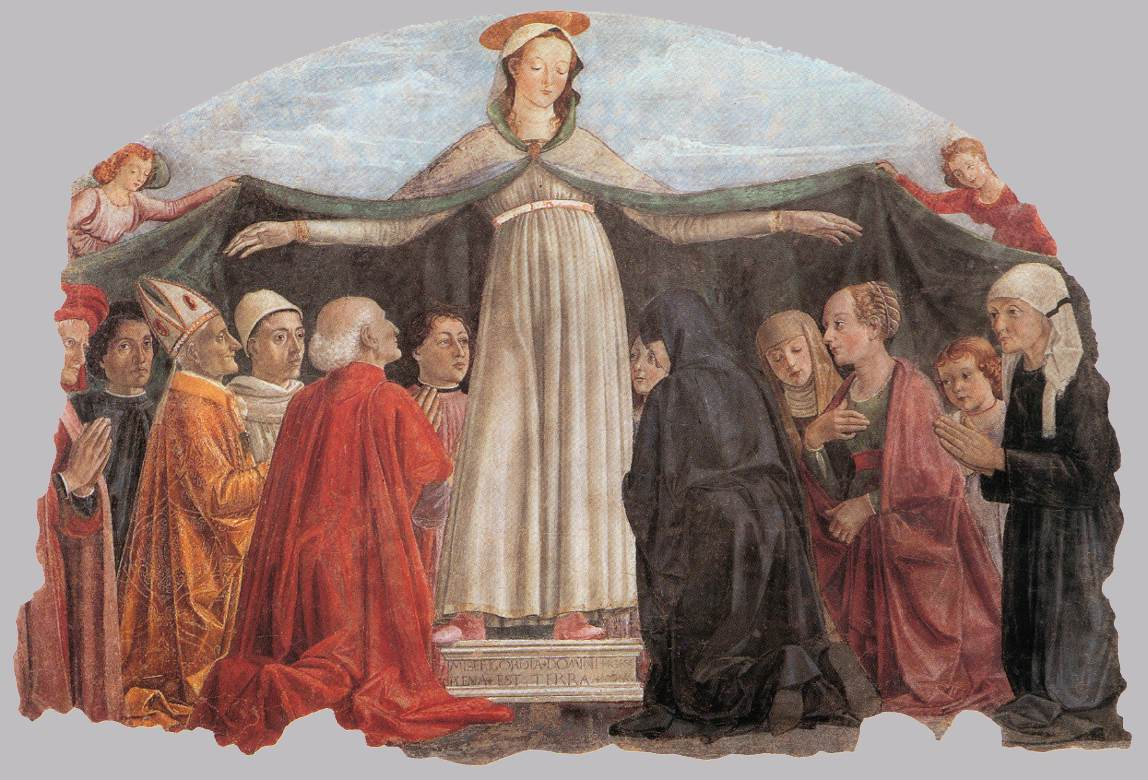
Maria de Mercede, Fresko von Domenico Ghirlandaio, etwa 1472

Das Fest Maria vom Loskauf der Gefangenen am 24. September, auch Maria de Mercede („Maria vom Erbarmen“) genannt, war ein Gedenktag, der bis 1970 im Kirchenjahr der römisch-katholischen Kirche gefeiert wurde.
Das Marienfest entstand als Eigenfest im Orden der Mercedarier, der Geld sammelte, um damit in Spanien gefangene und versklavte Christen aus der Hand der Sarazenen freizukaufen, und wurde ursprünglich Anfang August begangen. Papst Innozenz XII. führte es Ende des 17. Jahrhunderts für die ganze Kirche ein und legte den Gedenktag auf den 24. September. 1961 wurde er in den Rang einer Kommemoration herabgestuft; bei der am 1. Januar 1970 in Kraft getretenen Reform des römischen Generalkalenders wurde der Gedenktag Maria vom Loskauf der Gefangenen abgeschafft.
Die Gottesmutter unter der Anrufung „Maria de Mercede“ ist Patronin von Barcelona und Jerez de la Frontera sowie des Erzbistums Białystok.
Der Gedenktag wird in der Dominikanischen Republik weiterhin als staatlicher Feiertag begangen.